# Аблабий (историк)
Аблабий (также Аблавий; лат. Ablavius, Ablabius) — первый известный историк готов.

## Биография
Время жизни и подробности деятельности Аблабия сегодня точно определить не удаётся. Возможно, это IV-й, V-й, или даже начало VI-го века. Известно, что Аблабий написал сочинение по истории готов, предположительно, на греческом языке (Αβλάβιος. «История готов»). Однако, достоверное название этого произведения не известно, а до нас дошло только пять отдельных отрывков, извлечённых из него ещё в древности латинскими писателями. Неясно, также, был ли именно этот Аблабий, от которого сохранились исторические отрывки, государственным деятелем, софистом, ритором, историком, или географом.

## История готов
В целом, Аблабий известен благодаря четырём выпискам из его труда у историка готов Иордана (VI век) в его труде «О происхождении и деяниях гетов» (Getica. IV, 25—29; XIV, 82; XXIII, 116—119; XXIX, 149—151). Иордан писал, что Аблабий — «выдающийся описатель готского народа» (Ablavius descriptor Gothorum gentis egregius…), а его труд он назвал «достовернейшей историей» (…verissima adtestatur historia). Причём, у Иордана, вероятно, имеются и другие заимствования из исторического произведения Аблабия, но они не подписаны его именем (или неисправно подписаны в рукописях Иордана, например, как принадлежащие Фабию).
Кроме того, данными Аблабия ещё ранее (но тоже в VI веке) пользовался латинский историк и церковный писатель, сенатор Флавий Магн Аврелий Кассиодор, хотя и не совсем понятно в какой степени. Так, сохранился краткий отрывок из Аблабия в его «Вариях» (Variae. X. 22, 2). Однако, известно, что Иордан писал свою «Гетику» во многом сокращая не сохранившуюся «Историю готов» (Historia Gothorum) Кассиодора. И, согласно А. Н. Анфертьеву, Иордан вообще использовал труд Аблабия только через Кассиодора.
Как отмечала Е. Ч. Скржинская в комментариях к переводу Иордана на русский язык, труд Аблабия, несомненно, содержал массу сведений по истории готов во время их нахождения в Северном Причерноморье (на территории современных Украины и России), поскольку Иордан обращался к Аблабию именно в связи с этими событиями.

## Сопоставление с другими лицами
Возможно отождествление Аблабия с влиятельным государственным деятелем эпохи Константина I Великого, префектом претория Флавием Аблабием (IV век).
Соотносят историка Аблабия также с ритором и софистом, иллюстрием Аблабием Галатийским (рубеж IV—V веков) (П. Янишевский).
Напротив, Т. Моммзен предполагал, что историк Аблабий должен был жить в правление Теодориха Великого (конец V — начало VI века).